# Фукан, Себастьен
Себастьен Фукан (фр. Sébastien Foucan; род. 27 мая 1974, Париж, Франция) — французский трейсер карибского (гваделупского) происхождения, актёр, основатель близкой паркуру дисциплины фриран (англ. Freerun).

## Биография
Фукан родился в семье Гая и Лиды Фукан и рос вместе с четырьмя братьями и одной сестрой. Себастьян женат, имеет двух детей. До 2003 года проживал во Франции, но после съёмок в документальном фильме Jump London в 2003 году, Фукан переехал в Великобританию, а затем снялся в другом документальном фильме-продолжении Jump Britain компании BBC.
Себастьян Фукан является автором нескольких картин, автором книги «Фриран — Найди свой путь», продолжает актёрскую деятельность, распространяет искусство фрирана посредством мирового тура. В 2006 году снялся в фильме «Казино Рояль», где он сыграл роль Моллаки — террориста, которого преследовал Джеймс Бонд на Мадагаскаре в начале фильма.
Также сейчас занят съемками экранизации книги про Оливера Твиста, с оригинальным названием «Twist».

## Фильмография
| Год  | Русское название    | Оригинальное название | Персонаж     | Режиссёр           |
| ---- | ------------------- | --------------------- | ------------ | ------------------ |
| 2003 | Прыжки по Лондону   | Jump London           | -            | -                  |
| 2005 | Прыжки по Британии  | Jump Britain          | -            | -                  |
| 2006 | «Казино Рояль»      | Casino Royale         | Моллак       | Мартин Кэмпбелл    |
| 2009 | Турнир на выживание | Tournament            | Антон Богарт | Скотт Манн         |
| 2009 | Жар                 | Fever                 | неизвестно   | Kwabena Manso, Кью |
| 2004 | Ямакаси             | Yamakasi              | неизвестно   | Kwabena Manso, Кью |
| 2012 | Твист               | Twist                 | неизвестно   | Мартин Оуэн        |